# Australian Open 1977 (styczeń)
Wielkoszlemowy turniej tenisowy Australian Open w 1977 roku rozegrano w Melbourne w dniach 3 - 9 stycznia.

## Zwycięzcy

### Gra pojedyncza mężczyzn
- Roscoe Tanner (USA) - Guillermo Vilas (ARG) 6:3, 6:3, 6:3

### Gra pojedyncza kobiet
- Kerry Melville-Reid (AUS) - Dianne Fromholtz Balestrat (AUS) 7:5, 6:2

### Gra podwójna mężczyzn
- Arthur Ashe (USA)/Tony Roche (AUS) - Charlie Pasarell (USA)/Erik Van Dillen (USA) 6:4, 6:4

### Gra podwójna kobiet
- Dianne Fromholtz Balestrat (AUS)/Helen Gourlay Cawley (AUS) - Kerry Melville-Reid (AUS)/Betsy Nagelsen (USA) 5:7, 6:1, 7:5

### Gra mieszana
Nie rozegrano turnieju par mieszanych